# Оптически-двойная звезда
В наблюдательной астрономии оптически-двойная звезда (англ. double star) — пара звёзд, которые находятся на близком угловом расстоянии друг от друга, если смотреть с Земли, но гравитационно не связаны друг с другом. Таким образом, они случайно находятся на одной прямой линии с наблюдателем на разных расстояниях от него.
Видимая близость двух звёзд может также быть обусловлена тем, что пара образует двойную звезду, то есть систему звёзд на взаимной орбите, гравитационно связанных друг с другом. Такие физически-двойные звёзды представляют большую ценность для астрономов, так как знание их движений позволяет напрямую вычислять звёздную массу и другие звёздные параметры. Поэтому разделение и каталогизация двойных звёзд и оптически-двойных звёзд — очень важная задача в астрономии.
Практически все пары звёзд, которые можно разделить невооружённым глазом, являются именно оптически-двойными, например, α Козерога, ζ Скорпиона, η Южной Короны. Одним из немногих исключений может быть пара Мицар и Алькор в созвездии Большой Медведицы: они обладают сходным собственным движением в пространстве, однако их разделяют 0,3 светового года, и точно не известно, являются ли они гравитационно связанными.
С начала 1780-х годов как профессиональные астрономы-наблюдатели, так и астрономы-любители с помощью оптических телескопов измеряли видимые расстояния и углы между двойными звёздами, чтобы определить относительные движения пар. Если относительное движение пары определяет изогнутую дугу орбиты или если относительное движение мало по сравнению с общим собственным движением обеих звёзд, можно сделать вывод, что пара находится на взаимной орбите как двойная звезда. В противном случае пара является оптической. Звёздные системы из нескольких звёзд также изучаются подобным же образом, хотя динамика множества звёзд более сложна, чем динамика двойных звёзд.
Ниже приведены три типа двойных звёзд:
- оптически-двойные — не связанные гравитационно звёзды, которые просто расположены близко друг к другу благодаря случайному выравниванию для наблюдателя с Земли;
- визуально-двойные — гравитационно связанные звёзды, которые видны отдельно друг от друга с помощью телескопа;
- невизуально-двойные — звёзды, чей двоичной статус был определён с помощью косвенных методов, таких как покрытие (затменные двойные), спектроскопия (спектрально-двойные звёзды) или аномалии в собственном движении (астрометрические двойные).

## История
Мицар, в Большой Медведице, был разрешён Бенедетто Кастелли и Галилео Галилеем. Вскоре последовало разрешение и других двойных звёзд: Роберт Гук открыл одну из первых двукратных звёздных систем, Гамма Овна, в 1664 году, в то время как яркая южная звезда Акрукс в Южном Кресте была разрешена Фонтене в 1685 году. С тех пор поиск был проведён полностью, и всё небо было исследовано на наличие двойных звёзд вплоть до предельной видимой звёздной величиной около 9,0. Известно, что по крайней мере 1 из 18 звёзд ярче 9,0 звёздной величины в северной половине неба являются оптически-двойными звёздами, видимыми с помощью 36-дюймового (910 мм) телескопа.
Несвязанные категории оптически-двойными звёзд и истинных двойных сведены воедино по историческим и практическим причинам. Когда Мицар оказался двойной, было довольно трудно определить, был ли он двойной звезда, двойной системой или только оптически-двойной звездой. Улучшенние в телескопостроение, спектроскопия и фотография являются основными инструментами, используемыми для проведения различия между этими типами двойных. После того, как было определено, что Мицар является двойной звездой, его компоненты оказались спектрально-двойными звёздами.

## Наблюдение за оптически-двойными
Наблюдение за оптически-двойными звёздами с помощью визуального измерения приводит к разрешению или измерению углового расстояния между двумя составляющими звёздами на небе и измерению позиционного угла. Позиционный угол указывает угол между линией, соединяющей два светила и определяется как направление от более яркого компонента к более слабому, где север равен 0°. При измерении двойных звёзд позиционный угол будет постепенно изменяться, и расстояние между двумя звёздами будет колебаться между максимальным и минимальным значениями. Запись результатов измерения на плоскости создаёт эллипс. Это видимая орбита является проекцией орбиты двух звёзд на небесную сферу и истинная орбита может быть вычислена из этой проекции. Однако, большинство каталогизированных двойных звёзд являются оптически-двойными звёздами: орбиты были вычислены только для нескольких тысяч из более чем 100 000 известных двойных звёзд.

## Различие между двойными звёздами и оптически-двойными звёздами
Подтверждение оптически-двойной звезды как двойной звезды может быть достигнуто путём наблюдения относительного движения компонентов. Если движение является частью орбиты, или если звёзды имеют одинаковые радиальные скорости или разница в их собственных движениях мала по сравнению с их общим собственным движением, пара, вероятно, является гравитационно связанной. При наблюдении в течение короткого периода времени компоненты как оптически-двойных, так и долгопериодических двоичных звёзд будут казаться движущимися по прямым линиям и по этой причине может быть трудно различить эти два типа звёзд.

## Обозначения
Некоторые яркие визуальные двойные звёзды имеют обозначения Байера. В этом случае компоненты могут быть обозначены надстрочными знаками. Примером этого является α Южного Креста (Акрукс), компоненты которого — α1 Южного Креста и α2 Южного Креста являются физически связанной парой звёзд. Верхние индексы также используются для различения более отдалённых, физически не связанных пар звёзд с одинаковым обозначением Байера, таких как α¹,α² Козерога, ξ¹,ξ² Центавра и ξ¹, ξ² Стрельца. Эти оптические пары разрешимы невооружённым глазом.
Помимо этих пар, компоненты двойной звезды обычно обозначаются буквами A (для более яркой, первичной звезды) и B (для более слабой, вторичной звезды), добавляемыми к обозначению любого рода двойной звезды. Например, компонентами α Большого Пса (Сириус) являются α Большого Пса A и α Большого Пса B (Сириус A и Сириус B); компоненты 44 Волопаса — 44 Волопаса A и 44 Волопаса B; компонентами ADS 16402 являются ADS 16402A и ADS 16402B; и так далее. Буквы AB могут использоваться вместе для обозначения пары. В случае нескольких звёзд, буквы C, D и так далее, могут использоваться для обозначения дополнительных компонентов, часто в порядке увеличения степени удалённости от самой яркой звезды — A либо в порядке обнаружения того или иного компонента.
| Первооткрыватели                           | Код первооткрывателя | Код, принятый в WDS |
| ------------------------------------------ | -------------------- | ------------------- |
| Сиднейская обсерватория                    | Brs0                 | BSO                 |
| Ш. У. Бёрнхем                              | β                    | BU                  |
| Дж. Данлоп                                 | Δ                    | DUN                 |
| У. Гершель                                 | H I, II, b и т. д.   | H 1, 2, и т. д.     |
| Н. Л. де Лакайль                           | Lac                  | LCL                 |
| В. Я. Струве                               | Σ                    | STF                 |
| Каталог приложений Струве I                | Σ I                  | STFA                |
| Каталог приложений Струве II               | Σ II                 | STFB                |
| О. Л. Струве                               | OΣ                   | STT                 |
| Каталог приложений Пулковской обсерватории | OΣΣ                  | STTA                |

Оптически-двойные звёзды также обозначаются сокращением, происходящим от имени их первооткрывателя, за которым следует номер по каталогу, уникальный для этого наблюдателя. Например, пара α Центавра AB была открыта отцом Ришо в 1689 году и поэтому обозначена как RHD 1. В качестве других примеров можно привести Δ65, 65-я оптически-двойная звезда, открытая Дж. Данлопом, и Σ2451, 2451-я оптически-двойная звезда, открытая В. Я. Струве.
Вашингтонский каталог визуально-двойных звёзд, большая база данных оптически-двойных и кранных звёзд, содержит более 100 000 записей, каждая из которых содержит измерения позиционного угла и углового расстояния для разрешения двух компонентов. Каждая двойная звезда образует одну запись в каталоге; кратные звёзды с n компонентами будут представлены записями в каталоге для n − 1 пар, каждая из которых представляет собой одну запись одного компонента кратной звезды. Коды, такие как AC, используются для обозначения того, какие компоненты измеряются — в данном случае компонента C относительно компонента A. Также запись может быть изменена на следующую форму: AB-D, чтобы отделить компонент от близкой пары компонентов (в этом случае компонент D относительно пары AB). Коды, такие как Aa и Ab, могут также использоваться для обозначения компонента, который измеряется относительно другого компонента, в данном случае Aa. Коды первооткрывателей также приведены в каталоге, однако, традиционные аббревиатуры первооткрывателей, такие как Δ и Σ, были приведены к единому виду и были записаны в строку, состоящую из прописных латинских букв и цифр, так что, например, Δ65 стал DUN 65, а Σ2451 стал STF 2451. Дополнительные примеры этого показаны в соседней таблице.

## Примеры

### Двойные звёзды
- Акрукс
- Альфа Центавра
- Капелла
- P Эридана
- Полярная звезда
- Процион
- Сириус
- Альфа Центавра AB и Проксима Центавра: трёхкратная система

### Оптически-двойные звёзды
- Альфа¹ Козерога и Альфа² Козерога
- Тета Мухи
- η¹ и η² Южной Короны
- κ¹ и κ² Южной Короны
- M 40

### Неподтверждённые
- Система Кастора (Aa/Ab/Ba/Bb) и YY Близнецов (Ca/Cb) считается гравитационно-связанной системой
- Система Мицара (Aa/Ab/Ba/Bb) и Система Алькора (сам по себе двойной, то есть Мицар Ca/Cb, не считался гравитационно-связанным до 2009 года)